# Abubakar Shekau
Abubakar Shekau (* zwischen 1965 und 1975 im Niger; † 19. Mai 2021 in den Sambisa-Sümpfen, Nigeria) war ein islamistischer Terrorist und Anführer der nigerianischen Gruppe Boko Haram, die eine Reihe tödlicher Anschläge im Norden Nigerias durchgeführt hat.

## Leben
Über seine Herkunft und sein Alter ist wenig bekannt, Shekau soll in Maiduguri aufgewachsen und zur Schule gegangen sein. Dort traf er seinen, inzwischen in Polizeigewahrsam erschossenen, Vorgänger Ustaz Mohammed Yusuf. Shekau soll den Islam „unter einem traditionellen Kleriker“ studiert haben.
Sein Spitzname war Darul Tauhid, also ein Spezialist für Tauhīd, einem islamischen Konzept der Einheit mit Allah. Neben seiner Muttersprache Kanuri sprach Shekau Haussa und Arabisch, seltener auch Englisch. Er wurde von Mitstreitern als Führer oder Imam anerkannt. In seinen Videobotschaften mokierte er sich über die nigerianischen Politiker und Sicherheitskräfte und erklärte, er könne nicht gestoppt werden und nur durch den Willen Allahs sterben.
Nachdem die nigerianische Öffentlichkeit vermutete, dass Sicherheitskräfte Shekau im Jahr 2009 getötet hätten, meldete er sich nahezu ein Jahr später mit Videobotschaften und proklamierte sich im Internet als neuer Führer der Boko Haram. Die US-Regierung hat 2013 eine Belohnung von bis zu 7 Mio. US-Dollar für Informationen über seinen Aufenthalt geboten. Die Armee Nigerias bot 50 Mio. Naira Belohnung (rund 300.000 US-Dollar).
Boko Haram kämpfte seit Jahren für einen islamischen Staat im mehrheitlich muslimischen Norden Nigerias und verübte häufig Anschläge auf Menschen in Dörfern, Kirchen, Schulen und Polizeistationen. Der Name Boko Haram bedeutet übersetzt etwa „Westliche Bildung (in der Hausa-Sprache wörtlich: Bücher) ist Sünde (auch Frevel oder Gotteslästerung)“. Boko Haram ist eine Splittergruppe der Gruppe Ansaru, die der Al-Qaida im Maghreb sehr nahesteht.
Im August 2016 berichtete die Terrororganisation Islamischer Staat von der Absetzung Shekaus.

## Todesberichte
Bereits seit 2013 tauchten mehrfach Berichte über Shekaus Tod auf. Im September 2014 behaupteten nigerianische sowie kamerunische Quellen, Shekau wäre bei Gefechten am 21. September 2014 in Nigeria getötet worden. Kamerunische Militärquellen indizieren seinen Tod während Gefechten mit der kamerunischen Armee. Demnach sei Shekau bei Luftangriffen in der Grenzregion zu Kamerun im Nordosten Nigerias ums Leben gekommen. Soldaten Kameruns versuchten am Wochenende des 21. und 22. September 2014 in schweren Gefechten mit den Islamisten, Kämpfer vom Eindringen in das Land abzuhalten. Folgt man der nigerianischen Version, sei Shekau bereits 2013 bei Gefechten getötet worden.
Eine Quelle des australischen Unterhändlers Stephen Davis behauptete, Sicherheitskräfte Nigerias hätten Shekau am 19. Juni 2013 getötet. Hierzu kursierten Videos im Internet. Jedoch soll die Person darin Isa Damsaka gewesen sein. Boko-Haram-Führer hätten mit ihm schon seit einiger Zeit ihre Propagandavideos gemacht, so der Unterhändler. Diese Version wird auch von der nigerianischen Armeeführung unterstützt und gilt als die wahrscheinlichste.
Im Oktober 2014 zeigte Agence France-Presse in einem Video, wie sich Abubakar Shekau über Meldungen des nigerianischen Militärs von seinem vermeintlichen Tod lustig machte.
Am 23. August 2016 meldet Nigerias Armee über ihr Twitter-Konto @HQNigerianArmy, Abubakar Shekau sei bei einem Luftangriff tödlich verletzt worden.
Im Mai 2021 meldeten nigerianische und amerikanische Medien unter Bezug auf Quellen im Geheimdienst Nigerias, Shekau habe sich bei einem Angriff des 2016 als rivalisierende Abspaltung von Boko Haram entstandenen Regionalablegers des Islamischen Staats, der „Islamic State of the West African Provinces“ (ISWAP), getötet. Um der Gefangennahme zu entgehen, habe er einen Sprengstoffgürtel gezündet. Er und der ISWAP-Kommandeur des Angriffstrupps seien gestorben. Der Anführer der ISWAP, Abu Musab Al-Barnawi, erklärte Anfang Juni in einer der Nachrichtenagentur AFP zugeleiteten Audiobotschaft ebenfalls, dass Shekau tot sei. Mitte Juni 2021 veröffentlichte AFP ein ihr aus dem Umfeld von Boko Haram zugespieltes kurzes Video, in dem auch Boko Haram selbst den Tod Shekaus bestätigte. In dem Video präsentiert sich der auch unter dem Namen Sahaba bekannte Bakura Modu als deren neuer Anführer.